# Globos de Ouro de 2012
A 17.ª edição dos Globos de Ouro ocorreu a 20 de maio de 2012, no Coliseu dos Recreios, em Lisboa. Foi apresentado por Bárbara Guimarães e transmitido na televisão pela SIC, uma das duas organizadoras dos prémios juntamente com a revista Caras.

## Vencedores e nomeados
NotaOs vencedores estão destacados a negrito.

### Cinema
| Melhor filme | Melhor atriz | Melhor ator |
| --- | --- | --- |
| Sangue do Meu Sangue, de João Canijo - América, de João Nuno Pinto - O Barão, de Edgar Pêra - Viagem a Portugal, de Sérgio Tréfaut | Rita Blanco — Sangue do Meu Sangue - Anabela Moreira — Sangue do Meu Sangue - Beatriz Batarda — Cisne - Maria de Medeiros — Viagem a Portugal | Nuno Melo — O Barão - Fernando Luís — América - Nuno Lopes — Sangue do Meu Sangue - Rafael Morais — Sangue do Meu Sangue |

### Desporto
| Melhor desportista feminina                                                                               | Melhor desportista masculino                                                                                      | Melhor treinador                                                                                                 |
| --- | --- | --- |
| Telma Monteiro (judo) - Ana Dulce Félix (atletismo) - Naide Gomes (atletismo) - Teresa Portela (canoagem) | Cristiano Ronaldo (futebol) - Armindo Araújo (automobilismo) - Hélder Rodrigues (motociclismo) - João Pina (judo) | André Villas-Boas (futebol) - Domingos Paciência (futebol) - José Mourinho (futebol) - Mário Palma (basquetebol) |

### Moda
| Melhor modelo feminino                                                                                | Melhor modelo masculino | Melhor estilista                                                        |
| --- | --- | ----------------------------------------------------------------------- |
| Sara Sampaio (Central Models) - Jani Gabriel (Elite) - Matilde (Best Models) - Milena Cardoso (Elite) | Gonçalo Teixeira (Central Models) - Luís Borges (Central Models) - Bruno Rosendo (L’Agence) - Jonathan Sampaio e Kevin Sampaio (Central Models) | Miguel Vieira - Felipe Oliveira Baptista - Luís Buchinho - Os Burgueses |

### Música
| Melhor intérprete individual | Melhor grupo | Melhor música |
| --- | --- | --- |
| Jorge Palma, com Com Todo o Respeito - Fernando Alvim, com Fados & Canções do Alvim - Luísa Sobral, com The Cherry on my Cake - Sérgio Godinho, com Mútuo Consentimento | Amor Electro, com Cai o Carmo e a Trindade - Buraka Som Sistema, com Komba - Clã, com Disco Voador - Dead Combo, com Lisboa Mulata | A Máquina, dos Amor Electro - A Pele que Há em Mim, de JP Simões - Asas Deltas, dos Clã - Página em Branco, de Jorge Palma |

### Teatro
| Melhor peça ou espetáculo | Melhor atriz | Melhor ator |
| --- | --- | --- |
| A Varanda, de Luís Miguel Cintra - Lua de Maria Sem, de Maria João Luís - Recordações de uma Revolução, de Mónica Calle - Vermelho, de João Lourenço | Sandra Faleiro, em Quem tem Medo de Virginia Wolf? - Catarina Wallenstein, em Não se Brinca com o Amor - Luísa Cruz, em A Varanda - Mónica Calle, em Recordações de uma Revolução | António Fonseca, em Vermelho - Dinarte Branco, em Morte de Judas - Elmano Sancho, em Não se Brinca com o Amor - Ivo Canelas, em Amadeus |

### Revelação do Ano
- Nélson Oliveira (desporto)
  - Amor Electro (música)
  - Ângelo Rodrigues (representação)
  - Luísa Sobral (música)

### Prémio Mérito e Excelência
- Francisco Pinto Balsemão